# Ludington (Michigan)
Ludington település az Amerikai Egyesült Államok Michigan államában, Mason megyében, melynek megyeszékhelye is. Lakosainak száma 7655 fő (2020. április 1.).

## Népesség
A település népességének változása:

| 2010 | 8 076 |
| 2020 | 7 655 |